# Daniel Clasen
Daniel Clasen (né le 1er mai 1622 à Lunebourg, mort le 20 novembre 1678 à Helmstedt) est un juriste allemand.

## Biographie
Clasen est le fils d'un marchand. Il est élève de la Johannisschule de Lunebourg, va à l'Andreasschule de Brunswick à cause de la peste en 1639 et retourne à Lunebourg en 1640. La même année, il s'installe à l'université de Helmstedt, où il étudie la philosophie et le droit. En 1646, il devint magistère, en 1647 vice-recteur à Magdebourg, le 28 septembre 1648 recteur, en 1660 professeur d'éthique et de politique à l'Académie des chevaliers de Lunebourg, en 1661 docteur en droit à Helmstedt et en 1668 professeur là-bas.
Son ouvrage De jure aggratiandi paru en 1660 sont mis à l’Index librorum prohibitorum le 14 juin 1661.